# 샹산구 (구이린시)

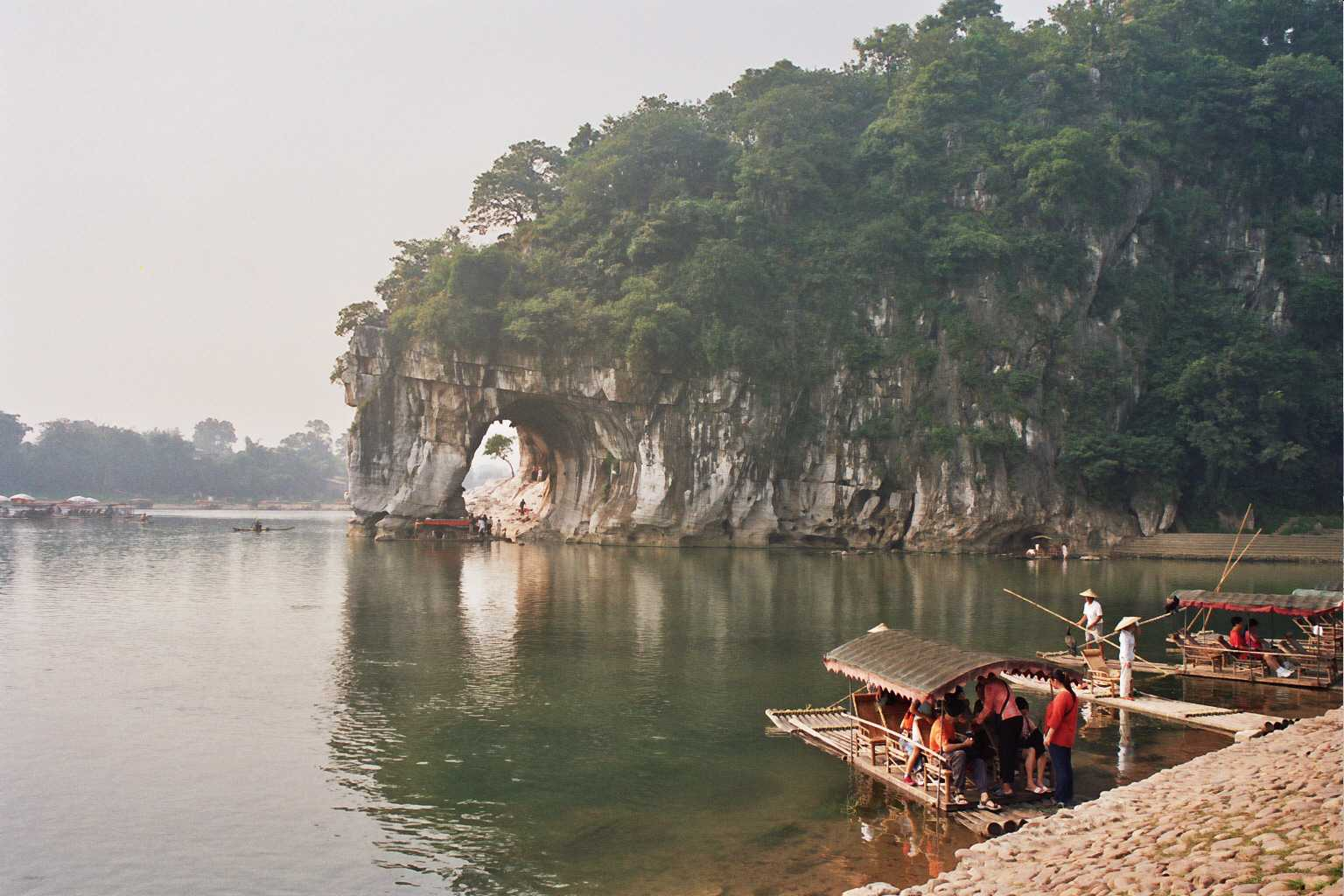

샹산구(한국어: 상산구, 중국어: 象山区, 병음: Xiàngshān Qū)는 중국 광시 좡족 자치구 구이린 시의 현급 행정구역이다. 넓이는 88km2이고, 인구는 2007년 기준으로 230,000명이다.

## 행정 구역
3개 가도, 1개 향을 관할한다.
- 가도: 南门街道, 象山街道, 平山街道.
- 향: 二塘乡.